# Pierre Bochaton
Pierre Bochaton (Francia, 17 de abril de 2001) es un jugador profesional francés de rugby que se desempeña en la posición de segunda línea en Union Bordeaux Bègles, equipo perteneciente a la liga Top 14.

## Carrera
Bochaton es un jugador de formación francesa (JIFF). Comenzó su carrera deportiva con el equipo Rugby Trévoux Châtillon, en el cual jugó cuatro temporadas (2010-2014), después pasó a Union Sportive Bressane Pays de l'Ain (2014-2021), luego a Union Bordeaux Bègles, donde lleva jugando tres temporadas.